# Mitchell (Nebraska)
Pour les articles homonymes, voir Mitchell.
Mitchell est une ville américaine située dans le Comté de Scotts Bluff, au Nebraska. Selon le recensement de 2010, sa population est de 1 702 habitants.